# 171112 Sickafoose
171112 Sickafoose este un asteroid din centura principală de asteroizi.

## Descriere
171112 Sickafoose este un asteroid din centura principală de asteroizi. A fost descoperit pe 11 martie 2005 la Kitt Peak National Observatory de A. Gulbis. Asteroidul prezintă o orbită caracterizată de o semiaxă mare de 2,89 ua, o excentricitate de 0,11 și o înclinație de 2,0° în raport cu ecliptica.